# Наджафалылар
Наджафалылар (азерб. Nəcəfalılar/Nəcafalı) — село в Кельбаджарском районе Азербайджана. 

## География
Расположено на высоте 1233 метров, к северо-востоку от районного центра города — Кельбаджар.

## Население
Согласно данным издания «Административное деление АССР», подготовленного в 1933 году Управлением народно-хозяйственного учёта АССР (АзНХУ), по состоянию на 1 января 1933 года в селе Наджафалылар Кильсалинского сельсовета Кельбаджарского района Азербайджанской ССР проживало 178 человек (32 хозяйства, 90 мужчин и 88 женщин). Национальный состав всего Кильсалинского сельсовета, включавшего также сёла Джомарт, Кушювасы, на 100 % состоял из тюрков (азербайджанцев).

## История
В ходе Карабахской войны перешло под контроль непризнанной Нагорно-Карабахской Республики, в этот период согласно  её административно-территориальному делению входило в Шаумяновский район НКР. 
25 ноября 2020 года на основании трёхстороннего соглашения между Азербайджаном, Арменией и Россией от 10 ноября 2020 года Кельбаджарский район возвращён под контроль Азербайджана.